# Asteroid Redirect Mission

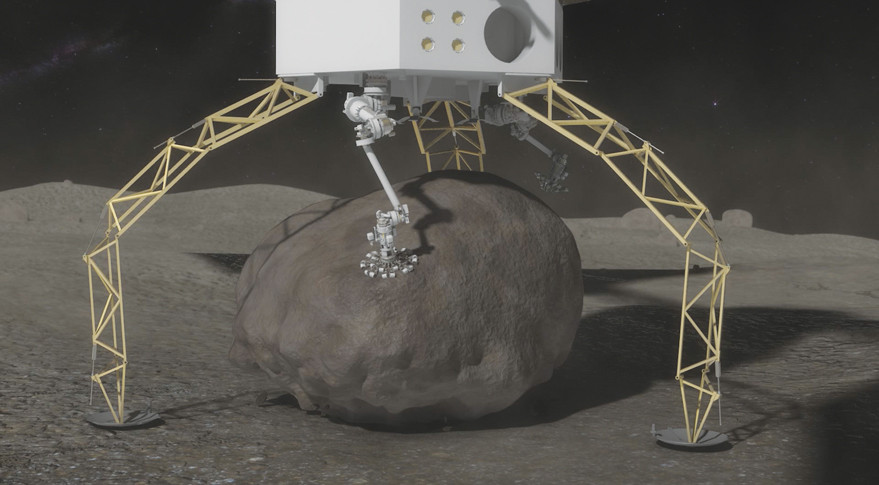
En illustration av förslaget hur en rymdfarkost (Asteroid Redirect Vehicle) med hjälp av robotarmar försedda med gripanordningar skulle kunna hämta ett upp till fyra meter stort stenblock från en asteroid. En inbyggd borr föreslogs användas för slutlig förankring av stenen till infångningsmekanismen.

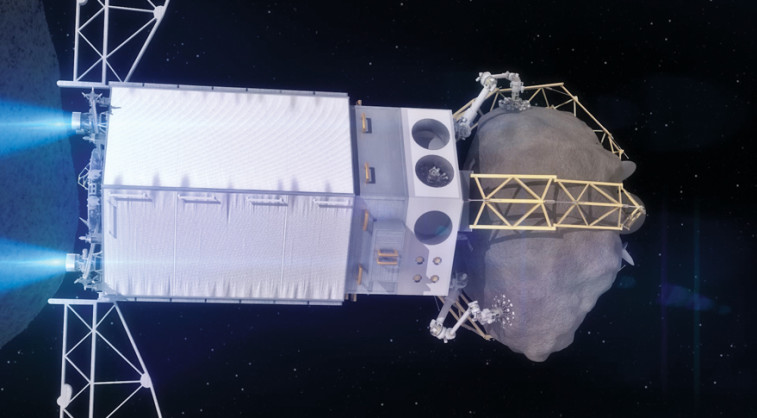
En illustration av hur Asteroid Redirect Vehicle lämnar asteroiden, efter att ha hämtat en sten från dess yta.

Asteroid Redirect Mission (ARM), även kallat Asteroid Retrieval and Utilization (ARU) och Asteroid Initiative, var ett potentiellt rymduppdrag föreslaget av NASA 2013. Målet med uppdraget var att en rymdfarkost senast 2021 skulle landa på en jordnära asteroid och med hjälp av robotarmar försedda med gripanordningar hämta ett upp till fyra meter stort stenblock från asteroiden och sedan lägga sig i en omloppsbana runt månen för vidare studier av asteroiden. I juni 2017 meddelade dock NASA att projektet avvecklas på grund av brist på stöd från kongressen och av budgetskäl.